# 情報満載 ひるまで!すっぴん!
情報満載 ひるまで!すっぴん!（じょうほうまんさいひるまですっぴん）は、讀賣テレビ放送にて毎週月曜日から木曜日の10:25 - 11:20に放送されていたワイドショー。2003年9月1日開始。2004年3月終了。通称「すっぴん」

## 概要
この時間帯に放送されていた前番組の『あさイチ!relax（後にあさリラ!に改題）』が大きくリニューアルされた。
メイン司会には吉本新喜劇の女優未知やすえと元毎日放送アナウンサーでフリーアナウンサーの近藤光史。あさリラ!では当時讀賣テレビ放送アナウンサーの森武史も司会を務めていたが、この番組の開始と共に降板した。
番組内容もあさリラ!と大して変わっておらず、美容・健康・グルメ・日常生活の悩み・芸能情報を日替わりで送る内容だった。
最終回のエンディングにはBGMには森山直太朗の『さくら（独唱）』が流れ、司会の未知が号泣する一面もあった。

## 出演者

### 司会
- 近藤光史
- 未知やすえ
- 大田良平 （讀賣テレビ放送アナウンサー）

### 曜日別出演者
- 月曜 - 奈美悦子、月亭八方、月亭八光、谷口キヨコ
- 火曜 - 橋下徹、西川ヘレン、西川かの子、安藤和津、大竹まこと
- 水曜 - 駒井千佳子（芸能リポーター）、森岡真一郎（サンケイスポーツ芸能担当）、海原やすよ・ともこ、村上順子（讀賣テレビ放送アナウンサー）
- 木曜 - メッセンジャー、トミーズ健、林繁和（辻調理技術専門学校講師）

| ytv 月曜日～木曜日10:25～11:20 | ytv 月曜日～木曜日10:25～11:20 | ytv 月曜日～木曜日10:25～11:20 |
| 前番組                         | 番組名                         | 次番組                         |
| ------------------------------ | ------------------------------ | ------------------------------ |
| あさリラ!                      | 情報満載 ひるまで!すっぴん!    | なるトモ! 9:55～11:20          |